# Scuticaria (orquídea)
Scuticaria é um género botânico pertencente à família das orquídeas (Orchidaceae). É composto por nove espécies de flores vistosas e longas folhas cilíndricas geralmente pendentes, epífitas, ocasionalmente rupícolas ou terrestres, de crescimento cespitoso e pendente, ou reptante e ascendente, que existem em diversos pontos isolados da América do Sul, no Equador, Serra do Mar e da Serra da Mantiqueira e Amazônia, tanto em lugares sombrios como ensolarados.
O gênero Scuticaria esteve classificado junto às Maxillaria por décadas mas estudos recentes parecem indicar que na realidade relacionam-se mais com as Bifrenaria. Apesar de sua aparência interessante, são espécies raramente vistas na natureza, e, por seu cultivo complicado, também incomuns em coleções particulares e exposições. Não se conhecem utilizações para estas plantas além de sua cultura ornamental. Por ser um gênero bem estabelecido, formado por poucas espécies, sobre as quais quase não pairam dúvidas de identidade, pouco se tem estudado ou publicado sobre elas nas últimas décadas.

## Distribuição e hábito
Apesar de poucas, as espécies de Scuticaria habitam climas variados e encontram-se distribuídas de maneira bastante irregular em todos os países do norte da América do Sul ao norte da Bolívia, esta excluída, e também áreas da mata atlântica no Brasil. Nenhuma das espécies é encontrada em abundância na natureza, sendo apenas ocasionais ou raras.
A espécie com maior área de dispersão é a Scuticaria steelei que habita as campinas abertas nas áreas mais elevadas da Amazônia central, as chamadas matas de terra firme, até oitocentos metros de altitude. Apesar da extensa área ocupada por esta espécie, não se trata de planta frequentemente encontrada. Outra espécie encontrada na Amazônia, porém em área bem mais restrita, apenas na Guiana e em locais cuja altitude é menor e umidade maior, é a Scuticaria hadwenii variedade dogsonii.
Em área quase contínua da Amazônia porém já no sudeste do Equador, quase no início dos Andes, em florestas úmidas ligeiramente mais frias, nas encostas das montanhas até 1.300 metros de altitude encontra-se endêmica, a Scuticaria salesiana. Nas mesmas condições porém em área maior, que abrange o sudeste do Equador e nordeste do Peru, a S. peruviana. Todas as espécies amazônicas são sempre epífitas.
As espécies restantes habitam a área ocupada pela mata atlântica brasileira. A única espécie dispersa por diversos estados é a Scuticaria hadwenii, nas matas úmidas da Serra do Mar desde Santa Catarina até a Bahia, geralmente encontrada vivendo epífita a meia altura nos grossos troncos das árvores. Outra espécie ocasionalmente encontrada, porém em regra vivendo de modo rupícola sobre pedras e amontoados de folhas nas áreas montanhosas e iluminadas de São Paulo e Rio de Janeiro, é a S. strictifolia.
A Scuticaria irwiniana, segunda e última espécie rupícola, existe apenas nas montanhas do estado de Minas Gerais,  encontrada em locais iluminados ou mais sombreados até cerca de dois mil metros de altitude. Duas são as espécies do Estado do Espírito Santo, S. novaesii e S. kautskyi, endêmicas de áreas restritas nas matas secas do interior. A espécie restante, S. itirapinensis, foi encontrada apenas uma ou duas vezes nas matas secas do centro-oeste do estado de São Paulo, em local já amplamente desmatado pela agricultura, próximo de Itirapina. Não há registros ou relatos desta espécie, seja na natureza, seja em cultivo, nos últimos vinte cinco anos. Especula-se sobre a possibilidade de estar extinta.

## Descrição

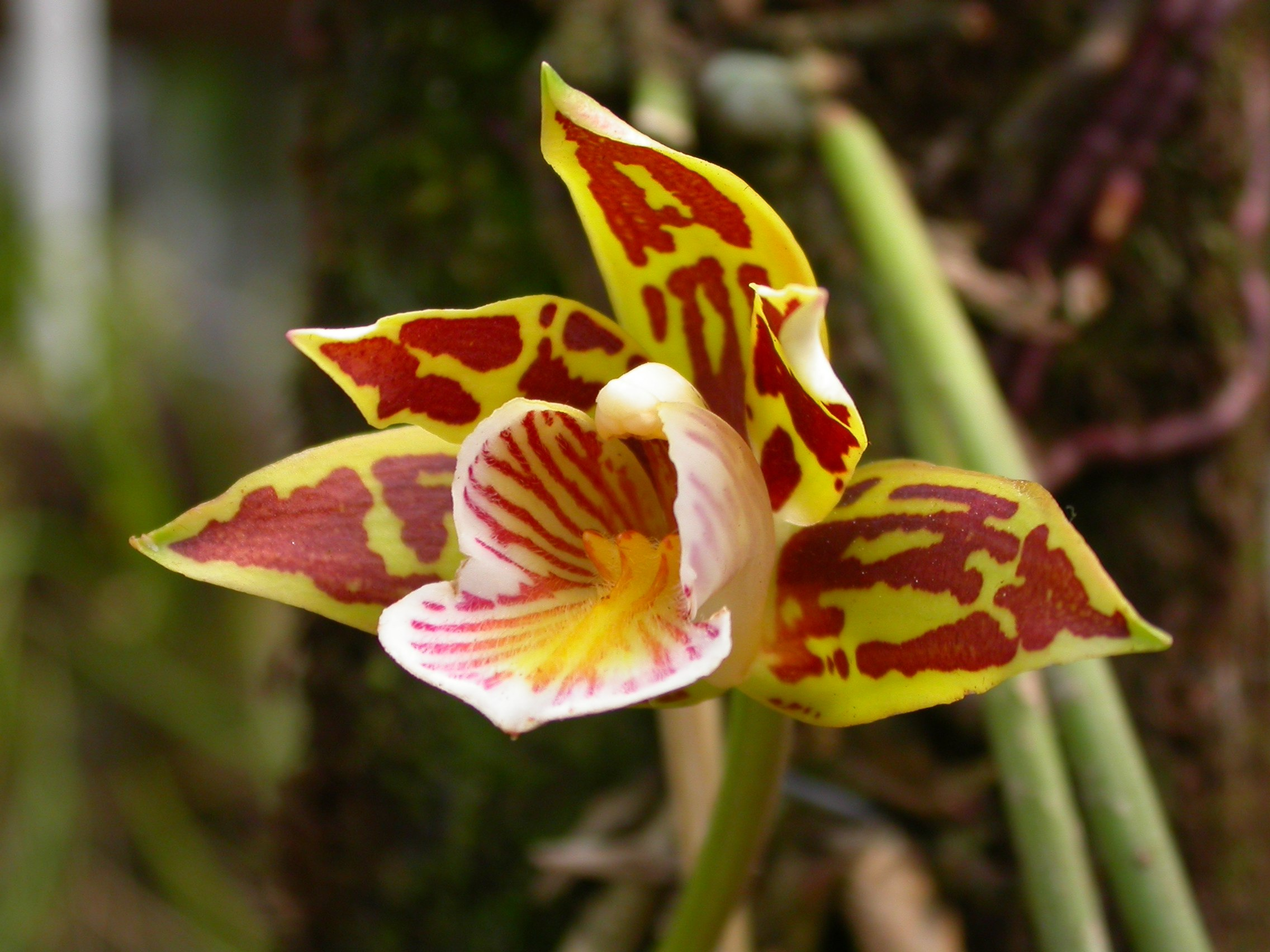
Scuticaria novaesiiEspécie endêmica do Estado do Espírito Santo, descoberta apenas em 1981.

As espécies subordinadas ao gênero Scuticaria caracterizam-se por serem plantas de grossas raízes cilíndricas recobertas por espesso velame. O caule é formado por rizoma ordinariamente curto, levemente alongado em poucas espécies; e por pseudobulbos cilíndricos quase imperceptíveis, por serem do mesmo diâmetro que a única folha, também roliça, que nasce em sua extremidade, ou levemente mais espesso que elas, e geralmente por estarem recobertos por pequenas bainhas secas escamiformes e imbricantes. As folhas podem ser eretas, ou pendentes, medindo até cerca de um metro de comprimento. A inflorescência nasce das citadas bainhas e quase sempre comporta apenas uma flor, excepcionalmente duas em uma espécie, sempre muito mais longa que os pseudobulbos, com flores vistosas amareladas, esverdeadas, alaranjadas ou purpúreas, com pétalas e sépalas lisas, maculadas ou listradas, em regra de castanho claro, mas também em diversas combinações e matizes das cores citadas. Ordinariamente o labelo apresenta cores contrastantes, frequentemente com áreas brancas.
As flores são grandes, abrem-se bem e duram cerca de duas semanas. Têm sépalas de tamanhos similares e formam um mento quase imperceptível com o pé da coluna. As pétalas, podem ser parecidas com as sépalas, mas pouco menores, ou bastante menores e com a base bem mais estreita, ocasionalmente com padrões diferentes de cores ou desenhos. O labelo articula-se com o pé da coluna, é trilobado, com lobos laterais comparativamente pequenos e terminal ampliado, em formatos variáveis, em regra com desenhos diversos e calo sob a coluna. Esta é semi-cilíndrica, levemente arqueada, ereta e espessa, sem qualquer tipo de apêndice, terminando em antera apical e prolongada em pequeno pé na base. As flores apresentam dois pares justapostos de polínias de tamanhos diferentes. O caudículo é estreito e o retináculo, pequeno. Os frutos lembram, os de Maxillaria. Não há registros da observação dos agentes polinizadores em atividade mas supostamente são polinizadas por abelhas Euglossini.

## Taxonomia

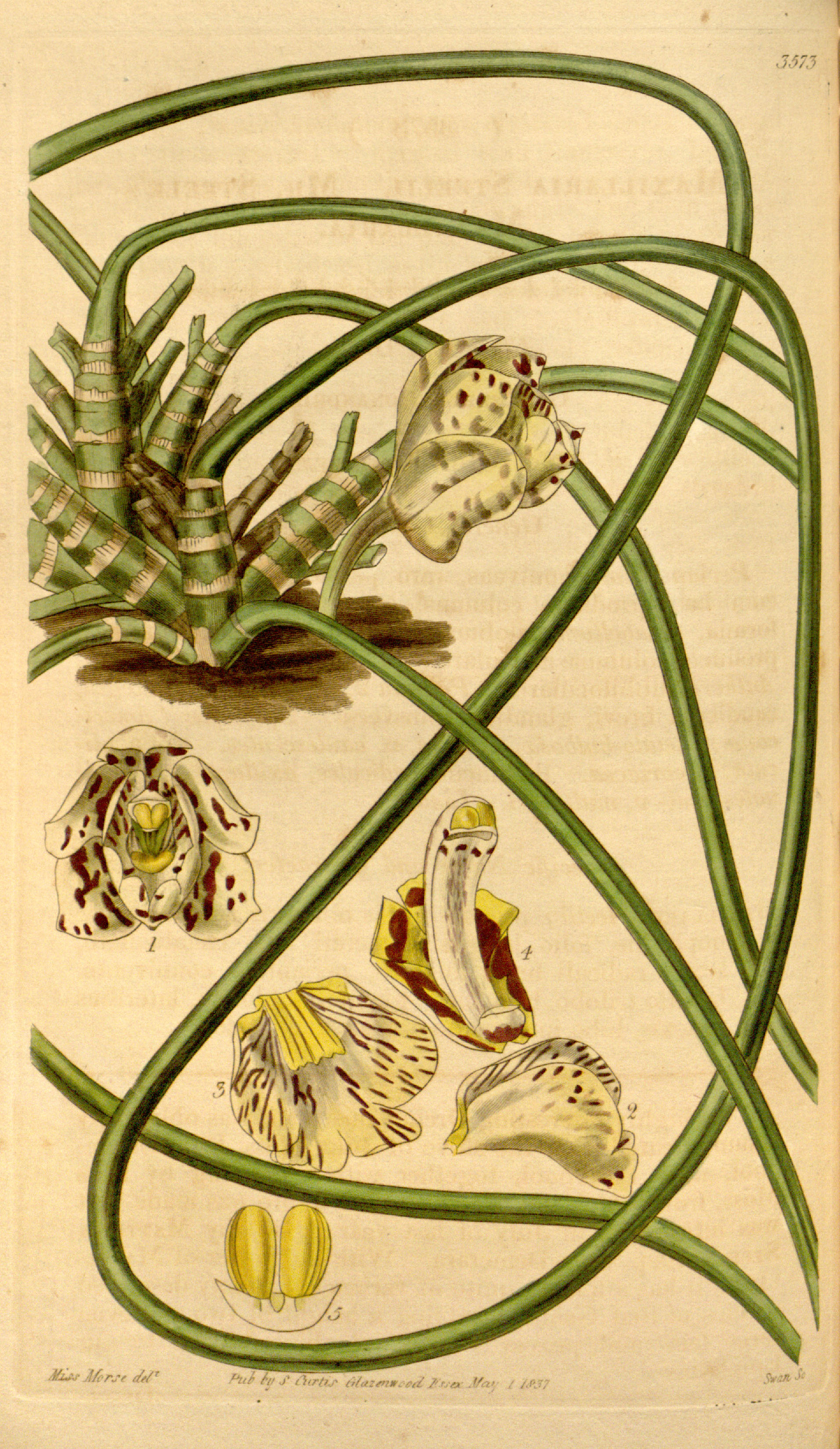
Scuticaria steeleiIlustração da publicação original de 1837.

Em maio de 1837, o botânico inglês, William Jackson Hooker recebeu um desenho e uma amostra seca de uma planta, enviados por um orquidófilo de Liverpool, junto com um bilhete explicando que a mesma chegara de Demerara, na Guiana, em julho do ano anterior. Hooker descreveu a planta, classificando-a no gênero Maxillaria, com o nome de M. steelei, em homenagem as seu descobridor. Em sua descrição Hooker afirma ser uma planta altamente interessante e uma excelente adição às epífitas já conhecidas por apresentar longas folhas cilíndricas de quase um metro, diferentes de qualquer espécie jamais encontrada. No mesmo ano John Lindley volta a publicar a espécie descrita por Hooker, porém com informações mais completas. Diversas plantas haviam sido enviadas de Demerara dois anos antes e Lindey afirma que havia classificado informalmente a espécie como Maxillaria flabellifera a qual, com este nome, poderia ser encontrada em muitas coleções na Inglaterra. Como não havia descrito a espécie até então, reconhece a prioridade do nome escolhido por Hooker. Acrescenta ainda suas dúvidas quanto à classificação desta espécie, tão diferente de qualquer outra conhecida, no gênero Maxillaria, .
Em 1843, Lindley publicou a revisão de um grupo de orquídeas denominado tribo Maxillaridae, então subordinado à Vandeae, uma das subfamílias em que Orchidaceae era dividida na época. Nesta revisão indica ser necessário muito trabalho até que se pudessem estabelecer os limites entre cada um dos gêneros de Maxillaridae, e afirma que enquanto estava em dúvidas quando a alguns dos gêneros que propunha, de outros estava bem seguro. Sugeriu sua divisão em 25 gêneros, sendo Scuticaria um dos gêneros que considerava bem estabelecidos. Ao propor o novo gênero, baseou-se nas características morfológidas da até então Maxillaria steelei Hook., que passou a ser a espécie-tipo de Scuticaria com o nome de Scuticaria steelei.  O nome vem do latim scutica, flagelo, em referência às longas folhas cilíndricas que as espécies deste gênero apresentam, similares às correias de couro utilizadas para flagelar.
Estranhamente, pois publicara o gênero Scuticaria muitos anos antes, em 1851, Lindley publicou outra espécie, hoje classificada neste gênero, classificando-a no gênero Bifrenaria. Especula-se que possivelmente por ser proveniente da mesma região do Brasil onde abundavam as Bifrenaria, ou por não acreditar que duas espécies separadas por distância tão grande pertencessem ao mesmo gênero. Tratava-se da Scuticaria hadwenii. Poucos meses depois, Jules Émile Planchon corrigiu o engano de Lindley transferindo-a para o gênero ao qual hoje se encontra subordinada. Em 1851, as duas únicas espécies comuns de Scuticaria estavam descritas e o gênero bem estabelecido, de modo que posteriormente não houve mais qualquer confusão na classificação das espécies a ele subordinadas.

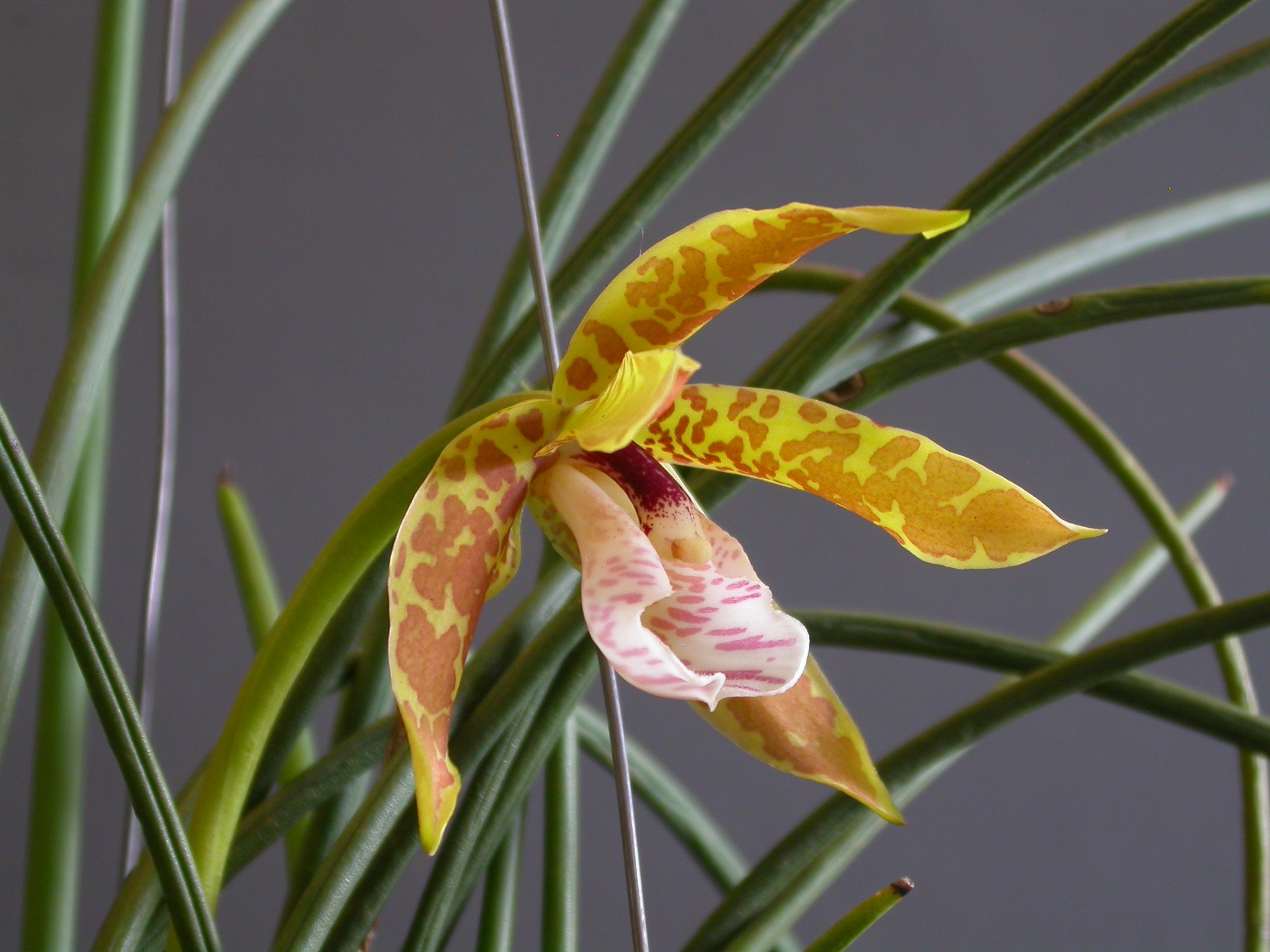
Scuticaria strictifoliaO taxonomista Guido Pabst considerava ser esta espécie apenas uma variedade da S. hadwenii.

Quase um século se passou sem que muito fosse acrescentado ao que se sabia. Em 1881 Heinrich Gustav Reichenbach descrevera a Scuticaria dogsonii, originária da Guiana, mas em 1892, Berthold Stein, considerando o fato desta somente ser diferente da Scuticaria hadwenii por apresentar duas flores por inflorescência, reduziu-a a uma variedade da segunda. Em 1903, Célestin Alfred Cogniaux, ao revisar todas as as espécies de orquídeas conhecidas do Brasil, cita outras duas variedades descritas para a Scuticaria hadwenii mas que, por serem diferentes apenas na cor, não podem hoje ser aceitas como tais. Finalmente, em 1947, Frederico Carlos Hoehne descreveu uma nova espécie, Scuticaria strictifolia, ainda similar à Scuticaria hadwenii, porém com algumas pequenas diferenças na estrutura do labelo, além de normalmente rupícola e com folhas eretas.

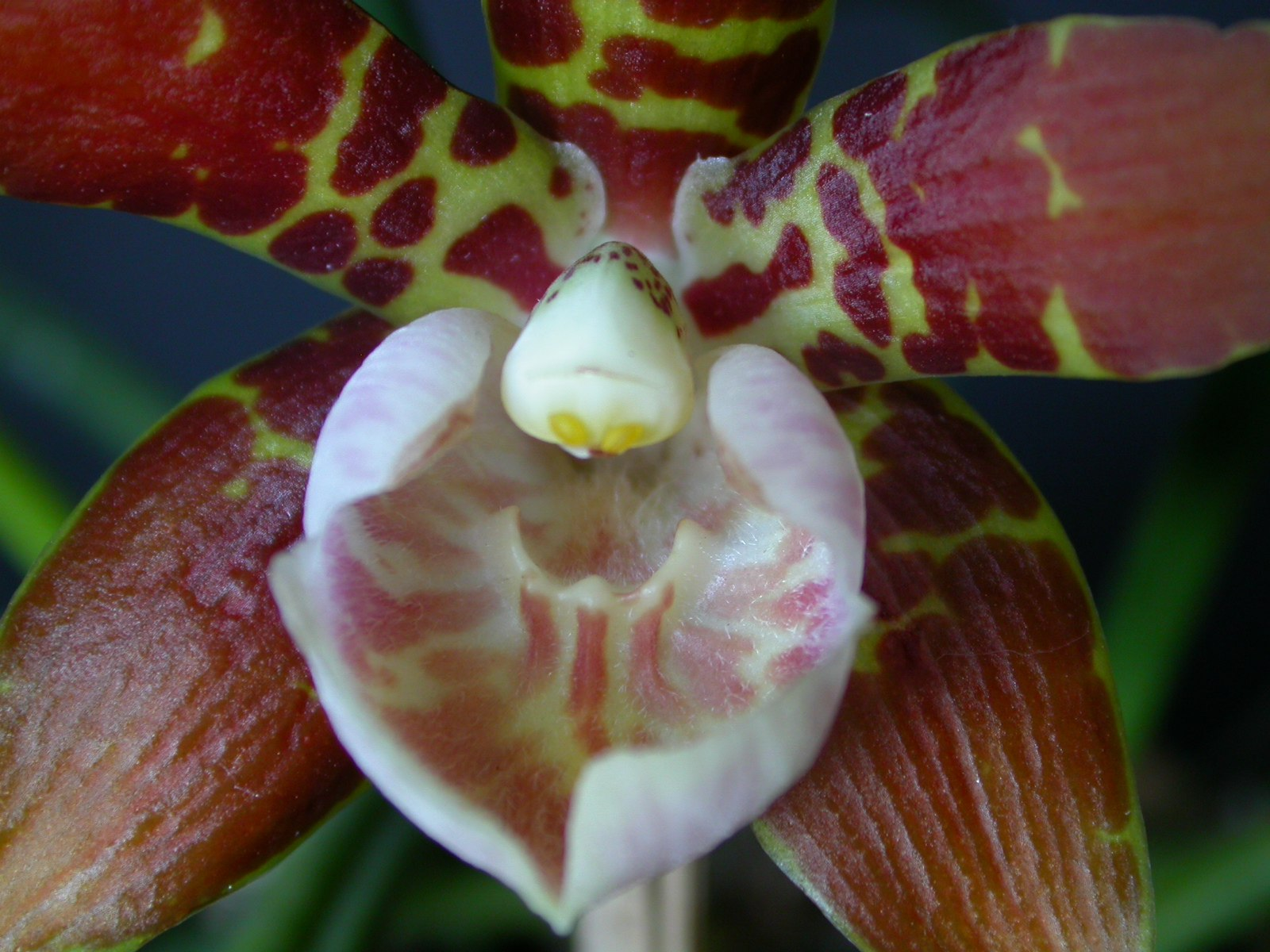
Scuticaria hadweniiDetalhe do labelo desta que é a mais variavel das espécies de Scuticaria.

Se até então poucas espécies eram conhecidas, após 1968 o número de espécies descritas triplicou. Todas espécies descobertas nas últimas décadas são plantas pouco comuns, que habitam áreas restritas, bastante raras ou mesmo supostamente extintas. Em 1968 Robert Louis Dressler descreveu a Scuticaria salesiana, descoberta no Equador em área bastante afastada das outras Scuticaria. Em 1972, Guido Pabst descreveu a Scuticaria kautskyi, encontrada no Estado do Espírito Santo, no sudeste brasileiro e, no ano seguinte, descreveu mais duas de uma só vez, a S. itirapinensis e a S. irwiniana. Em 1982, outra espécie foi descoberta no Espírito Santo, a Scuticaria novaesii. A última espécie a ser descrita foi a S. peruviana, descoberta no Peru em 2002, na mesma região da S. salesiana, com a qual se parece muito.
Apesar de Lindley haver sinalizado com a possibilidade das Scuticaria estarem proximamente relacionadas às Bifrenaria ao inicialmente descrever a S. hadwenii neste gênero, todos os taxonomistas posteriores sempre incluíram as Scuticaria no mesmo grupo em que estavam as Maxillaria. Apenas em 2000 as primeiras comprovações de sua maior proximidade à Bifrenaria começaram as ser publicadas. Em 2002, uma pesquisa detalhada sobre a filogenia de Bifrenaria realizou análises moleculares de duas espécies de Scuticaria utilizando-as como grupos externos ao gênero para melhor posicioná-lo. O mesmo estudo afirma que até o presente não se conhecem os relacionamentos filogenéticos entre as espécies subordinadas a Scuticaria.
Sabe-se que outros gêneros de orquídeas com folhas roliças desenvolveram este tipo de folhas como defesa às mudanças climáticas pelas quais seu habitat passou ao longo das eras. As folhas roliças são capazes de armazenar muito mais água e nutrientes e de suportar maiores períodos de seca que as espécies de folhas delgadas, por outro lado, quase todas as espécies com este tipo de folhas apresentam pseudobulbos mais ou menos atrofiados uma vez que as folhas já realizam o seu papel. Supõe-se que as espécies de Scuticaria devem ter habitado áreas bem mais secas ao longo de sua evolução. Como a maioria das espécies encontra-se agora em áreas úmidas e mais sombrias, esta pode ser uma das razões pelas quais seu cultivo em regra é complicado, uma vez que se rompe o delicado equilíbrio em que encontram na natureza. Pela mesma razão supõe-se que sejam espécies de frequencia apenas ocasional ou raramente encontradas.

## Espécies

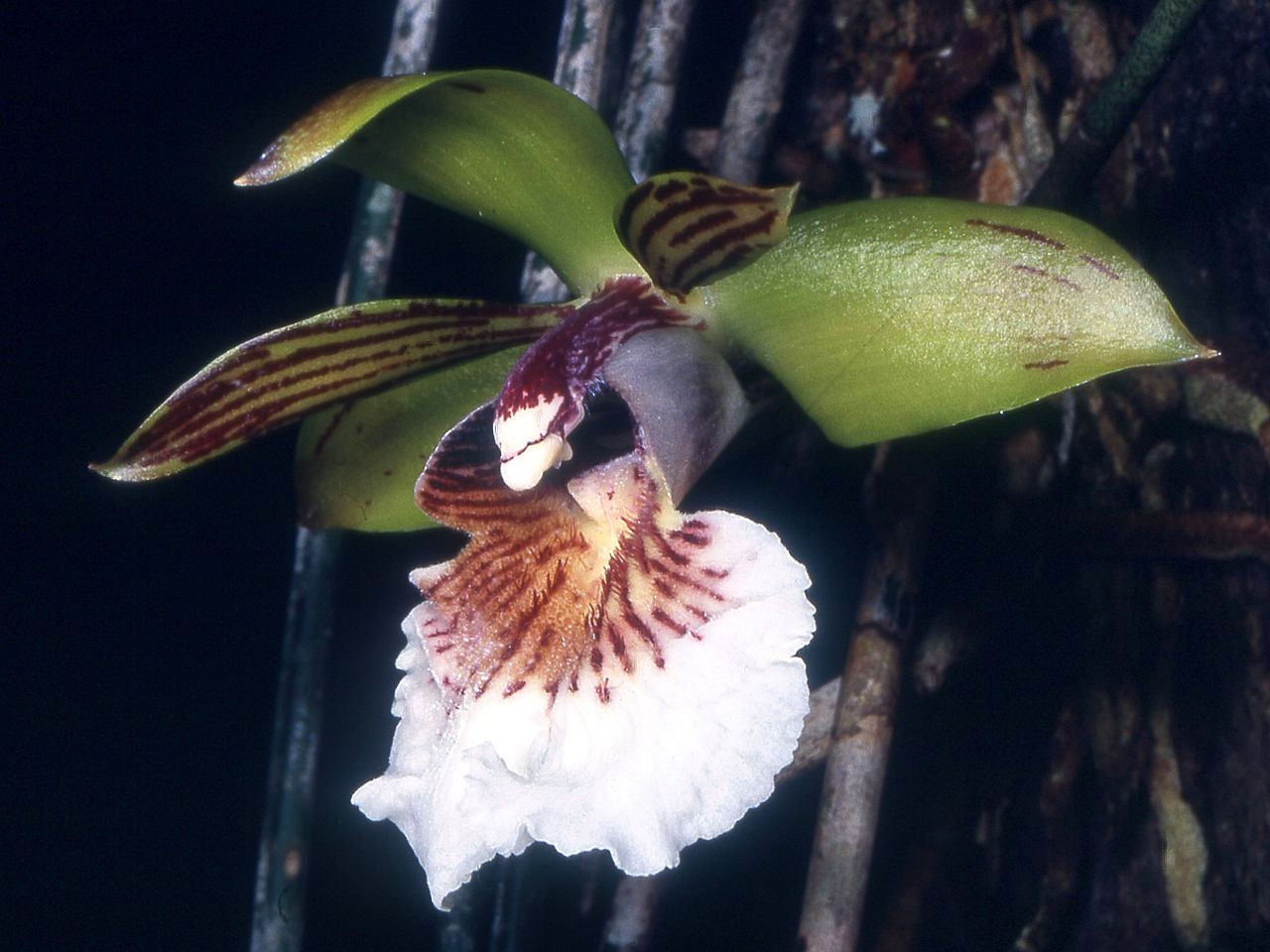
Scuticaria salesianaUma das duas espécies que existem em área isolada do Equador.

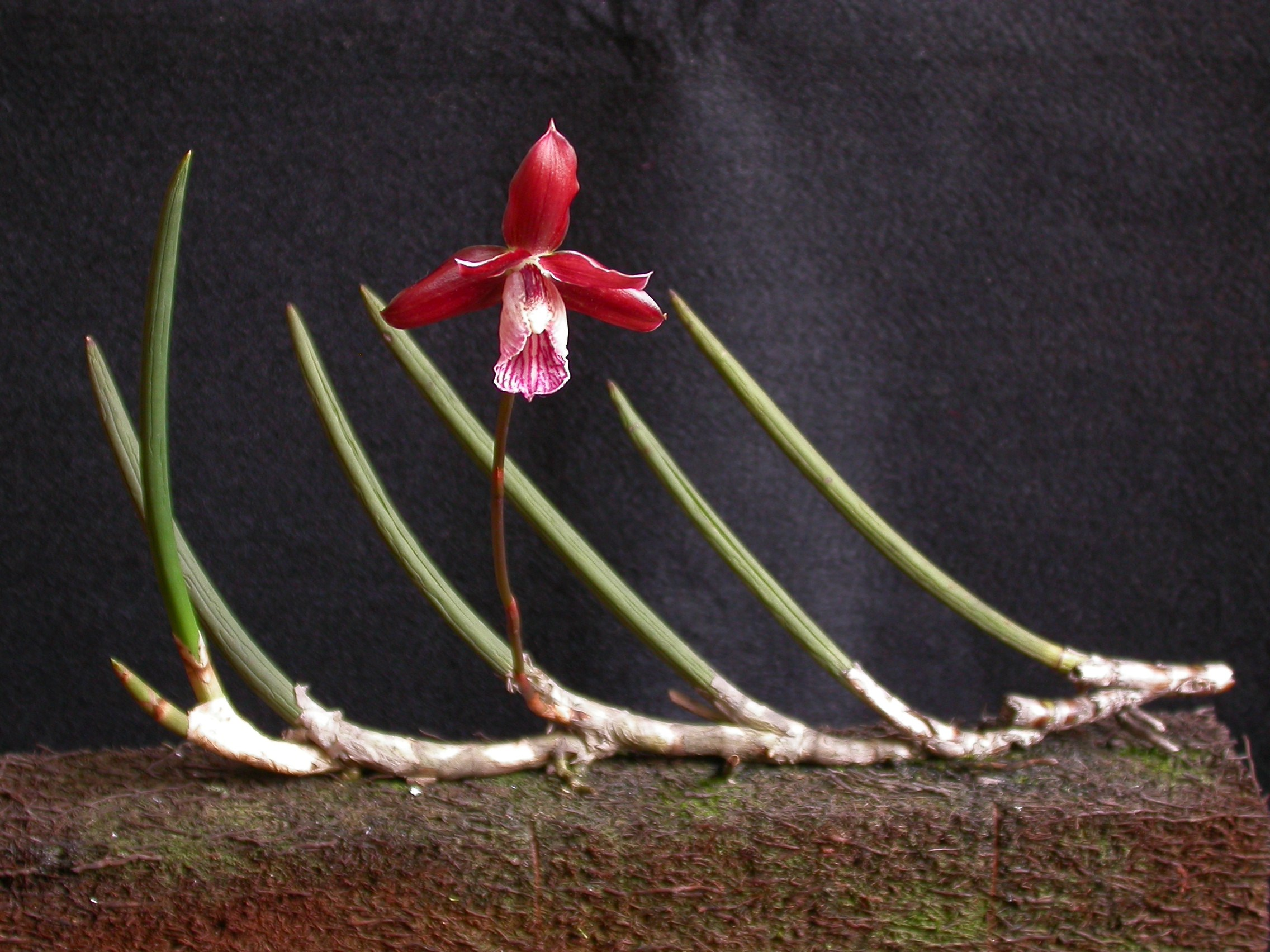
Scuticaria irwinianaÉ uma das duas espécies rupícolas com folhas eretas, e, de todas, a que tem folhas mais curtas.

Por suas características morfológicas muito particulares e de imediato reconhecimento, distribuição restrita das espécies, e sua geralmente pouca variabilidade, desde que o gênero Scuticaria foi proposto por Lindley, apenas dez espécies foram formalmente descritas e nunca houve grande confusão na identificação de cada uma das espécies. Destas, nove são geralmente aceitas, sendo a décima frequentemente considerada uma variedade e, nesta condição, também aceita. Para efeitos de identificação, as espécies podem ser divididas como segue:
Apenas duas espécies apresentam folhas eretas, a Scuticaria irwiniana, facilmente reconhecida por suas flores sem máculas nas sépalas e pétalas, internamente de cor purpúrea, externamente esbranquiçadas, com labelo branco estriado de purpura. Esta espécie geralmente pode ser reconhecida mesmo quando sem flores por apresentar crescimento levemente reptante e ascendente, com rizoma mais alongado que as outras espécies. A Scuticaria strictifolia também apresenta folhas eretas, mas ocasionalmente, se cultivada com luz insuficiente, suas folhas nascem mais estreitas e delgadas e podem curvar-se levemente fazendo com que o observador desatento tenha alguma dificuldade de separá-la da S. hadwenii. O taxonomista brasileiro Guido Pabst considerava esta espécie uma variedade da segunda.
Todas espécies restantes sempre apresentam crescimento epífita com folhas pendentes. A Scuticaria hadwenii, por apresentar diversos grupos de populações mais ou menos isolados ao longo de toda a Serra do Mar, principalmente do lado oeste das montanhas, espalhando-se pelo planalto do interior em alguns estados, é a espécie mais variável de todo o grupo em termos de cor. Diferencia-se da anterior pelas folhas sempre manifestamente pendentes, pelas flores de cores em regra mais vivas e pelo interior do labelo que costuma ser mais pubescente. Existe uma variedade denominada dogsonii, nativa da Guiana, a qual costuma ser mais florífera.
As duas espécies restantes do Espírito Santo são bastante diferentes entre si. A Scuticaria kautskyi costuma apresentar cor alaranjada mais ou menos uniforme nas pétalas e sépalas, com a base levemente mais clara pintalgada de amarelo esverdeado. O labelo é branco com poucos desenhos coloridos e lobo terminal bastante estreito, levemente refletido para trás. 
A outra espécie encontrada neste estado, Scuticaria novaesii apresenta flores de segmentos amarelos esverdeados intensamente maculados de castanho escuro e labelo de lobo terminal largo e explanado, com marcadas estrias multicolores radiais.
A Scuticaria itirapinensis, última espécie originária do sudeste do Brasil, é a que mais se parece com a Scuticaria steelei da Amazônia, porém desta pode ser diferenciada pelas flores de cores muito mais fortes e folhas muito mais curtas, além de apresentar algumas pequenas diferenças nas proporções da estrutura floral. A Scuticaria steelei apresenta flores inteiramente amarelo-pálidas, totalmente recobertas por pequenas pintas mais escuras espaçadas, no entanto nem é necessário observar suas flores para identificá-la uma vez que suas folhas geralmente medem um metro de comprimento, havendo referências de chegarem algumas vezes a até um metro e meio.
As duas espécies restantes encontram-se isoladas nas florestas do Peru e Equador e parecem-se muito entre si. Diferenciam-se de todas as outras pela proporção dos segmentos florais. O labelo é muito maior em relação às sépalas e pétalas do que nas outras espécies. Além disso, as pétalas são listadas de castanho e proporcionalmente bem menores que as sépalas em comparação com as plantas das outras áreas. Entre si diferenciam-se principalmente pelo formato do labelo. A Scuticaria salesiana apresenta labelo de lobo intermediário mais arredondado, e na Scuticaria peruviana o lobo terminal do labelo assume um formato mais retangular, terminando de forma truncada, quase reta.

## Cultivo
Em seu Flora Brasilica, o botânico brasileiro Frederico Hoehne recomendava calorosamente o cultivo das Scuticaria por suas belas e grandes flores e interessante aspecto vegetativo, no entanto, em outras partes do texto reconhece que todas as  espécies na época cultivadas pelo Jardim Botânico de São Paulo haviam morrido após dois ou três anos. De fato reconhece que para cultivá-las com sucesso um ambiente especial necessita ser criado. Não são plantas simples de manter em cultivo, apenas recentemente, e com a ajuda da tecnologia moderna, aspersores e temporizadores que mantêm a umidade, os orquidófilos são capazes de mantê-las fora de seus ambientes naturais ao longo dos anos.
Registram-se quatro tipos de cultivo conforme os locais originários das espécies. A S. steelei, bem como A S. hadwenii var. dogsonii são as espécies que necessitam de mais calor e umidade ambiente.  As duas espécies rupícolas, S. irwiniana e S. strictifolia são as que exigem maior luminosidade além de ventilação mais ou menos constante e cultivo mais seco. As S. peruviana e S. salesiana toleram temperaturas ligeiramente mais baixas que as outras porém também necessitam de umidade, principalmente nas primeiras horas da manhã. As espécies restantes necessitam de menos luz que as anteriores. Todas as espécies devem ser plantadas preferencialmente placas de fibras vegetais das quais crescem pendentes, as rupícolas podem alternativamente ser plantadas em vasos bem drenados. São plantas delicadas que preferem permanecer intocadas por diversos anos pois suas raízes ressentem-se facilmente nos replantes.